# Tanaecia dandapani
Tanaecia dandapani är en fjärilsart som beskrevs av Hans Fruhstorfer 1913. Tanaecia dandapani ingår i släktet Tanaecia och familjen praktfjärilar. Inga underarter finns listade i Catalogue of Life.